# Scholengemeenschap
Een scholengemeenschap of scholengroep is een verzameling van scholen die hun krachten bundelen door samenwerking op specifieke vlakken (logistiek, aankoop, studieaanbod, ...). In Nederland gaat het doorgaans om één school, met één rector of directeur, die meerdere onderwijstypen aanbiedt (wel vaak voortkomend uit een fusie van voorheen zelfstandige scholen).

## Nederland
Scholengemeenschappen kwamen op rond de invoering van een nieuwe onderwijswet, de Mammoetwet, in 1968. Deze wet behelsde onder meer de invoering van de brugklas, een verdergaande harmonisering van de verschillende onderwijstypen in het secundair onderwijs en betere mogelijkheden om door te stromen van de ene naar de andere onderwijsvorm. Een 'brede' scholengemeenschap biedt vmbo, havo en vwo (atheneum en eventueel gymnasium) aan. Tegenover de (brede) scholengemeenschappen staan zelfstandige scholen voor bijvoorbeeld vmbo-t (voorheen mavo) of gymnasium (zogeheten categorale gymnasia). Zelfstandige scholen voor havo of atheneum zijn zeldzaam. Een tussenvorm zijn de lycea, die vaak gymnasium, atheneum en havo aanbieden.
Vaak vallen meerdere scholengemeenschappen onder hetzelfde bevoegd gezag: er is dan één schoolbestuur dat meerdere scholengemeenschappen beheert.

## Vlaanderen
In Vlaanderen wordt de oprichting van een scholengemeenschap financieel gestimuleerd door het Departement Onderwijs, omdat een scholengemeenschap vanaf een bepaald aantal leerlingen extra middelen krijgt, bv. rond coördinatie en ICT. Zo hoopt men de rationalisatie van het onderwijslandschap in de hand te werken.
Een schoolbestuur (inrichtende macht) moet voor belangrijke beslissingen de instemming bekomen van de scholengemeenschap. Het gaat dan onder andere over oprichting van nieuwe studierichtingen. De dagelijkse leiding van de school blijft op het niveau van de individuele school. Een scholengemeenschap is echter geen fusie van de betrokken scholen: elke school kan zijn eigenheid behouden en eigen accenten leggen.
Een scholengemeenschap wordt enkel opgericht binnen eenzelfde onderwijsniveau (bv. basisonderwijs). Zo kan een school die zowel basis- als secundair onderwijs aanbiedt, deel uitmaken van 2 scholengemeenschappen. Theoretisch kan dit netoverschrijdend zijn, maar in de praktijk zijn de meeste scholengemeenschappen netgebonden (meer dan 95% in 2004).
De scholengemeenschap wordt geleid door een CODI, Coördinerend directeur.
Verschillende organen op het niveau van de school worden ook ingericht op het niveau van de scholengemeenschap. Zo bestaat er meestal een raad van directeurs en een vergadering van de inrichtende machten. De schoolraad heeft een equivalent op het niveau van de scholengemeenschap dat de naam "medezeggenschapscollege" krijgt.
Het LOC (Lokaal Onderhandelingscomité), waarin leerkrachten en directie zetelen, wordt dan OCSG (Onderhandelingscomité van de scholengemeenschap) genoemd.
In 2004 telt Vlaanderen 355 scholengemeenschappen secundair onderwijs, waarvan de grootste 32 scholen omvat met meer dan 8000 leerlingen. De kleinste bestaat slechts uit 2 scholen, met een kleine 900 leerlingen.
Ook voor leerkrachten is het bestaan van de scholengemeenschap van belang. Bij dalend leerlingenaantal en bijgaand jobverlies, wordt de reaffectatie van de leerkrachten eerst bekeken op het niveau van de scholengemeenschap. Het kan dus dat daardoor een leerkracht naar een andere school uit de scholengemeenschap wordt overgedragen.
Tot nog toe is de impact van de scholengemeenschap op de ouders vrij beperkt. Hun inschrijving betreft een inschrijving in de school. Een leerling kan niet zo maar naar een andere school overgedragen worden. De school kan natuurlijk wel een overstap aanbevelen.